# David Vincour
David Vincour (* 14. března 1984, Brno) je bývalý český krasobruslař. Jeho partnerkou v soutěžích tanečních párů byla Kamila Hájková. Na Mistrovství České republiky se stali šampióny v letech 2006–2010, v roce 2005 se umístili na 3. místě na Memoriálu Ondreje Nepely. Dříve reprezentoval Rakousko s partnerkami Sabine Pichlerovou a Barbarou Herzogovou.
S Hájkovou startoval na Zimních olympijských hrách 2010, kde se umístili na 21. místě.
Vystudoval Fakultu sportovních studií Masarykovy univerzity v Brně (titul Mgr.)

## Tabulka výsledků
(společně s Kamilou Hájkovou)
| Soutěž                         | 2004–2005 | 2005–2006 | 2006–2007 | 2007–2008 | 2008–2009 | 2009–2010 |
| ------------------------------ | --------- | --------- | --------- | --------- | --------- | --------- |
| Mistrovství světa              |           | 27.       |           | 23.       |           |           |
| Mistrovství Evropy             |           | 19.       | 17.       | 17.       | 17.       | 18.       |
| Mistrovství světa juniorů      | 10.       |           |           |           |           |           |
| Mistrovství ČR                 | 1.        | 1.        | 1.        | 1.        | 1.        | 1.        |
| Ruský pohár                    |           |           |           | 9.        |           |           |
| NHK Trophy                     |           |           | 9.        |           |           |           |
| Skate Canada International     |           |           | 10.       |           |           |           |
| Nebelhorn Trophy               |           | 10.       |           |           | 6.        |           |
| Karl Schäfer Memorial          |           | 12.       | 6.        |           | 5.        |           |
| Ondrej Nepela Memorial         |           | 3.        |           |           | 4.        | 3.        |
| Zimní univerziáda              |           |           |           |           | 12.       |           |
| Pavel Roman Memorial           |           | 1.        |           | 1.        |           |           |
| Golden Spin of Zagreb          |           | 3.        |           | 7.        |           |           |
| Juniorská Grand Prix, Bělehrad | 4.        |           |           |           |           |           |
| Juniorská Grand Prix, Německo  | 7.        |           |           |           |           |           |